# Francuska Formuła 3
| Francuska Formuła 3      | Francuska Formuła 3 |
| ------------------------ | ------------------- |
| Kategoria                | Wyścigi samochodowe |
| Region                   | Francja             |
| Pierwszy sezon           | 1964                |
| Ostatni sezon            | 2002                |
| Ostatni mistrz kierowców | Tristan Gommendy    |
| Ostatni mistrz zespołów  | ASM Formule 3       |

Francuska Formuła 3 – była seria wyścigowa samochodów jednomiejscowych organizowana pod szyldem wyścigów FIA Formuły 3. Seria rozpoczęła działalność w 1964 roku, a zakończyła w sezonie 2002, kiedy to na jej bazie stworzono Formułę 3 Euro Series.

## Mistrzowie
| Sezon                                            | Mistrz                | Zespół                        | Bolid                                                                  |
| ------------------------------------------------ | --------------------- | ----------------------------- | ---------------------------------------------------------------------- |
| 1964                                             | Henri Grandsire       | Automobiles Alpine            | Automobiles Alpine-Renault A 270                                       |
| 1965                                             | Jean-Pierre Beltoise  | Matra Sports                  | Matra-Ford MS5                                                         |
| 1966                                             | Johnny Servoz-Gavin   | Matra Sports                  | Matra-Ford MS5                                                         |
| 1967                                             | Henri Pescarolo       | Matra Sports                  | Matra-Ford MS5                                                         |
| 1968                                             | François Cevert       | Volant Shell                  | Tecno-Ford 68                                                          |
| 1969                                             | François Mazet        | Volant Shell/Lotus Components | Tecno-Ford 69/Lotus-Ford 59                                            |
| 1970                                             | Jean-Pierre Jaussaud  | Volant Shell/                 | Tecno-Ford/Martini-Ford MK5                                            |
| 1971                                             | Patrick Depailler     | Automobiles Alpine            | Alpine-Renault A360                                                    |
| 1972                                             | Michel Leclère        | Automobiles Alpine            | Alpine-Renault A364                                                    |
| 1973                                             | Jacques Laffite       | Oreca                         | Martini-Ford MK12                                                      |
| W latach 1974–1977 nie rozgrywano wyścigów serii |                       |                               |                                                                        |
| 1978                                             | Alain Prost           | Oreca                         | Martini-Renault MK21B                                                  |
| 1978                                             | Jean-Louis Schlesser  |                               | Chevron-Toyota B38                                                     |
| 1979                                             | Alain Prost           | Oreca                         | Martini-Renault MK27                                                   |
| 1980                                             | Alain Ferté           | Oreca                         | Martini-Renault MK27/31                                                |
| 1981                                             | Philippe Streiff      | Motul Nogaro                  | Martini-Alfa Romeo MK34                                                |
| 1982                                             | Pierre Petit          | David Price Racing            | Ralt-Toyota RT3/Ralt-VW RT3                                            |
| 1983                                             | Michel Ferté          | Oreca                         | Martini-Alfa Romeo MK39                                                |
| 1984                                             | Olivier Grouillard    | Oreca                         | Martini-Alfa Romeo MK42                                                |
| 1985                                             | Pierre-Henri Raphanel | Oreca                         | Martini-Alfa Romeo MK45                                                |
| 1986                                             | Yannick Dalmas        | Oreca                         | Martini-VW MK49                                                        |
| 1987                                             | Jean Alesi            | Oreca                         | Martini-Alfa Romeo MK52/ Dallara-Alfa Romeo 386/Dallara-Alfa Romeo 387 |
| 1988                                             | Érik Comas            | Oreca                         | Dallara-Alfa Romeo 388                                                 |
| 1989                                             | Jean-Marc Gounon      | Oreca                         | Reynard-Alfa Romeo 893                                                 |
| 1990                                             | Éric Hélary           | Formula Project               | Reynard-Honda 903/Ralt-Honda RT34                                      |
| 1991                                             | Christophe Bouchut    | Graff Racing                  | Ralt-VW RT33                                                           |
| 1992                                             | Franck Lagorce        | Promatecme                    | Dallara-Opel 392                                                       |
| 1993                                             | Didier Cottaz         | Formula Project Equipe        | Dallara-Fiat 393                                                       |
| 1994                                             | Jean-Philippe Belloc  | Winfield                      | Dallara-Fiat 393                                                       |
| 1995                                             | Laurent Rédon         | Promatecme                    | Dallara-Fiat 394                                                       |
| 1996                                             | Soheil Ayari          | Graff Racing                  | Dallara-Opel 396                                                       |
| 1997                                             | Patrice Gay           | Graff Racing                  | Dallara-Opel 396                                                       |
| 1998                                             | David Saelens         | ASM Formule 3                 | Dallara-Renault 396                                                    |
| 1999                                             | Sébastien Bourdais    | La Filiere                    | Martini-Opel MK79                                                      |
| 2000                                             | Jonathan Cochet       | Signature                     | Dallara-Renault 399                                                    |
| 2001                                             | Ryō Fukuda            | Saulnier Racing               | Dallara-Renault 399                                                    |
| 2002                                             | Tristan Gommendy      | ASM Formule 3                 | Dallara-Renault 302                                                    |